# Lycoriella gigastyla
Lycoriella gigastyla är en tvåvingeart som beskrevs av Werner Mohrig och Menzel 1992. Lycoriella gigastyla ingår i släktet Lycoriella och familjen sorgmyggor.
Artens utbredningsområde är Frankrike. Inga underarter finns listade i Catalogue of Life.